# 王様ゲーム
王様ゲーム（おうさまゲーム）は、飲み会などで定番のレクリエーションゲームの一種。
ランダムに決まった「王様」が出した命令（罰ゲーム）を、ランダムに決まった参加者が行うレクリエーションである。

## まず、用意されるもの
参加者
通常、5〜10人程度である。参加者は「男性・女性」「先輩・後輩」「若い人・最近物覚えが悪くなった人」など、立場や発想・目的の違う2〜3集団に分かれていると盛り上がる。
くじ
割り箸などの一方の端に、特定のルールに基づいて文字等を書き込んだものである。くじの数は参加者数と等しく、うち1つには「王様」もしくはそれとわかる印がつけられ、残りのくじには1から始まる連番の数字が書き込まれている。くじを配布する際には当然ながら文字が見えないようにしなければならない。

## ゲームの進行
典型的な形式では、以下の手順の繰り返しでゲームが進行される。
1. 参加者が各自、くじを引く。
2. 全参加者の「王様だ〜れだ?」などの掛け声にあわせ、王様くじを引いたものが名乗り出る。
3. 王様は「○番が○で○○をする」「○番と○番が○○をする」などの「命令」を出す。
4. 指名された者は名乗り出て、命令内容を実行する。
5. くじを回収する。
6. 繰り返す。

ある回の王様が次回も王様になる確率は低いため、あまり盛り上げすぎると自分に災禍が降りかかってきたりもする。しかし、前の王様にされた仕打ちを返してやろうと図った命令は、大抵の場合無実の別人を巻き込んでしまう。
派生ルールとしてくじに王様の印だけを書いておいた後、王様以外の人間が王様を含めた数字を各自に秘密裏に割り当て、その後で王様に命令をゆだねるというものもある。効果としては王様も対象になりうる為、過激すぎる命令を防ぐ抑止効果が期待できる。欠点として、談合を行うことで王様を陥れることが容易なこと、王様ゲームに元来存在する過激性が無くなってしまうことが挙げられる。前者は割り当て番号をきちんと明記しておくなどで対策を取ることが出来る。

## 典型的な罰ゲーム
王様ゲームにおける「命令」は、しばしば「罰ゲーム」と呼称される。
以下に、対象者に与える「罰」のタイプで分類した代表的な罰ゲームを挙げる。
なんとなく恥ずかしいもの
「尻文字」「3回廻ってワン」など。これらは普通の罰ゲームとして使うと白けるだけだが、誰に当たるか分からない王様ゲームでは「まさかあの人が!!」という意外な組み合わせになる可能性があるため、序盤には意外と有効である。
告白
「好きな人の名前を言う」「この中でもっとも好みの異性の名前を言う」など恋愛要素の強い告白から、「初体験のシチュエーションを言う」などの性的な告白などが定番であり、飲み会では盛り上がりやすい。
苦労・苦痛
「腕立て○回」「デコピン」など。
金銭・損害
「今日の割り勘2人分担当」「ケータイ水没」など。被害が甚大な割にイマイチ盛り上がり度が低い傾向がある。
接吻系
「ポッキーゲーム」「ベロチュー」など。当然同性同士で当たった場合のショックは大きいが、盛り上げるためにはどうしても必要なプロセスである。
性的なもの
このゲームの存在事由。「脱ぐ」「見せる」などの裸系、「舐める」「揉む」などの行為系に大別される。この手の罰ゲームには敏感な者が多いため、王様はしばしば「じゃあ、3秒でいいや」「脱ぐのは一枚でいいよ」などの調整作業に追われる。

## 亜型
- 将軍様ゲーム：「王様」の代わりに「将軍様」を配置し、また数字の代わりに「喜び組」などを配置する亜型がある。

## 備考
中世ヨーロッパに同様のゲーム（「王様あなたにお仕えします」遊び）があり、更に起源は遡るものと思われる。2世紀の百科事典編纂者ユリウス・ポルクスは、「王様ゲーム（古代ギリシア語: βασιλίνδα、バシリンダ）とは、複数人がくじを引いて、まず王が行わねばならぬことを命令し、他方臣下の役に当たった者は、命令されたことすべてをその通りやり遂げる（遊びである）」と現代の王様ゲームでも通用する最も基本的な形を記録している。安岡力也が発祥とする俗説もある。